# Александар Атанацковић
Александар Атанацковић (Београд, 29. април 1920 — Београд, 12. март 2005) био је фудбалски репрезентативац Југославије и фудбалски тренер.
Почео је да игра у београдској Југославији, а на лигашкој сцени појавио се у сезони 1937/38 године на месту левог крила. Касније је играо левог халфа и уз одличну технику и прецизан ударац, испољио је и добре организаторске способности.
После рата приступио је београдском Партизану за који је до 1954, кад је престао с активним играњем, одиграо 328 утакмица и постигао 99 голова. У дресу Партизана двапут је освајао првенство Југославије 1947. и 1949. године и двапут 1947. и 1952.
Уз осам сусрета за екипу Београда и шест за „Б“ репрезентацију (1940—1950), одиграо је и 15 утакмица за најбољу селекцију Југославије. Дебитовао је 29. септембра 1946. у пријатељској утакмици против Чехословачке (4:2) у Београду, а последњу утакмицу одиграо је 11. јуна 1950. такође пријатељску против Швајцарске (4:0) у Берну. Учествовао је на олимпијском турниру 1948. у Лондону, на коме је репрезентација Југославије освојила сребрну медаљу.
По престанку с активним играњем 1954, радио је у стручном штабу Партизана, из кога је позајмљен и био тренер у Сарајева, Будућности из Титограда и Радничкога из Ниша. Пензионисан је 1981. године.